# Numero pentagonale

Una rappresentazione visiva dei primi sei numeri pentagonali

Un numero pentagonale è un numero poligonale che rappresenta un pentagono. Il numero pentagonale per n può essere calcolato con la formula:
{\displaystyle {{n(3n-1)} \over 2}}
L'n-esimo numero pentagonale è un terzo del (3n - 1)-esimo numero triangolare. I primi numeri pentagonali sono:
1, 5, 12, 22, 35, 51, 70, 92, 117, 145, 176, 210, 247, 287, 330, 376, 425, 477, 532, 590, 651, 715, 782, 852, 925, 1001 (sequenza A000326 dell'OEIS)
I numeri pentagonali hanno un ruolo importante nella teoria delle partizioni di Eulero, come mostrato nel suo teorema dei numeri pentagonali.
I numeri pentagonali generalizzati si possono ottenere dalla stessa formula inserendo valori di n nella sequenza 0, 1, -1, 2, -2, 3, -3, 4, ... ottenendo:
0, 1, 2, 5, 7, 12, 15, 22, 26, 35, 40, 51, 57, 70, 77, 92, 100, 117, 126, 145, 155, 176, 187, 210, 222, 247, 260, 287, 301, 330, 345, 376, 392, 425, 442, 477, 495, 532, 551, 590, 610, 651, 672, 715, 737, 782, 805, 852, 876, 925, 950, 1001, 1027, 1080, 1107, 1162, 1190, 1247, 1276, ... (sequenza A001318 dell'OEIS)
Se di questa sequenza di numeri si calcolano le differenze avremo la seguente sequenza: 
1, 3, 2, 5, 3, 7, 4, 9, 5, 11, 6, 13, 7, 15, 8, 17, 9, 19, 10, 21, 11, 23, 12, 25, 13, 27, 14, 29, 15, 31, 16, 33, 17, 35, 18, 37, 19, 39, 20, 41, 21, 43, 22, 45, 23, 47, 24, 49, 25, 51, 26, ... (sequenza A026741 dell'OEIS)
Quest'ultima sequenza è composta alternativamente dai numeri naturali 1, 2, 3, 4, 5, 6, 7, 8, 9, ... e dai numeri dispari 1, 3, 5, 7, 9, 11 ,13, 15, 17, ...

## Test per i numeri pentagonali
È possibile controllare se un intero positivo x sia o meno un numero pentagonale (non generalizzato) calcolando
{\displaystyle n={\frac {{\sqrt {24x+1}}+1}{6}}.}
Se n è un numero naturale, allora x è l'n-esimo numero pentagonale. Viceversa, se n non è un numero naturale, allora x non è pentagonale.